# Langham Place
Langham Place es un complejo empresarial y comercial situado en Hong Kong que abrió en diciembre de 2004. (La apertura oficial fue el 25 de enero de 2005). Situado en la zona Mong Kok de Kowloon, el complejo ocupa dos manzanas completas rodeadas por Argyle Street, Portland Street, Shantung Street y Reclamation Street. Street separa las dos partes del complejo, que están conectadas mediante dos pasadizos elevados por encima de ella. El hotel está en un lado del proyecto, mientras que las oficinas se sitúan en el otro lado.
El complejo fue resultado de un proyecto de renovación urbana de Land Development Corporation, conocida posteriormente como Urban Renewal Authority (URA). El objetivo del proyecto fue mejorar y modernizar una zona en ruinas de Kowloon proporcionando un núcleo de renovación para los alrededores, incluida la zona roja de Portland Street.
Langham Place tiene una superficie total de 1 800 000 ft² (170 000 m²), y comprende una torre de oficinas de 59 plantas, un centro comercial de 15 plantas con dos sótanos, un hotel de 665 habitaciones y un aparcamiento con 250 plazas. El complejo está conectado a la Estación Mong Kok del MTR mediante un pasadizo subterráneo (Salida C3).

## Historia
El proyecto de HK$10 000 millones comenzó como un proyecto conjunto 50 %-50 % entre Great Eagle y la Urban Renewal Authority ("URA") de Hong Kong, para proporcionar un espacio comercial moderno y cómodo en el corazón de Mong Kok.
El plan de recalificar parte de Mong Kok fue dirigido por la URA. La empresa conjunta había gastado HK$ 4400 millones para adquirir la parcela de 129 120 ft² (11 996 m²) desde aproximadamente 1989. Antes de la finalización del proyecto, Great Eagle adquirió la participación de URA, aumentando su propiedad al 100%. Fue el único gran proyecto realizado por Great Eagle, que se había preparado convenientemente para financiar el proyecto. Great Eagle pagó al Gobierno una prima del terreno estimada en HK$ 300 millones. En 2005, queriendo reducir deuda, Great Eagle vendió 4 plantas de la torre de oficinas de Langham Place.
En junio de 2008, Champion REIT adquirió Langham Place Mall y el resto de la torre de oficinas que pertenecía a Great Eagle por HK$ 12 500 millones. La tasación valoró la parte comercial en HK$ 12.519 por pie cuadrado y la parte de oficinas en HK$ 6815 por pie cuadrado. Great Eagle mantiene la propiedad del hotel.

## Torre de oficinas
La torre de oficinas es un rascacielos de 837 pies (255 m) de altura que se convirtió en el edificio más alto de la Península de Kowloon cuando se completó.
La construcción de la torre de oficinas, que contiene 770 000 ft² (72 000 m²) de espacio, comenzó en 1999 bajo el diseño de Wong & Ouyang (HK) Ltd. y The Jerde Partnership y fue completada en 2004. La torre tiene 59 plantas de oficinas por encima del suelo y 5 plantas subterráneas que se usan como aparcamiento. Cada una de las plantas por encima del terreno tiene una superficie de aproximadamente 17 000 pies cuadrados (1600 m²).
La torre de oficinas de Langham Place es uno de los diez edificios más altos de Hong Kong por altura del punto arquitectónico más alto, que es su cúpula. La cúpula de la torre se ilumina por la noche y cambia lentamente de color en un espectáculo de iluminación en fines de semana y vacaciones. Toda la torre está cubierta con cristal azul reflectante a la luz que está separado en tres tramos por dos plantas de cristal gris.

## Centro comercial
Debido al alto precio del terreno y al mayor rendimiento de los comercios en Hong Kong, el Langham Place Mall se aparta del modelo común occidental de centro comercial plano. Es el segundo "centro comercial vertical" de Hong Kong. El exterior se caracteriza por una emblemática fachada de muchas caras de granito brasileño amarillo fisurado que se extiende desde el nivel del suelo hasta la azotea. Otra característica distintiva es el atrio de 9 plantas que deja pasar iluminación natural y permite a los transeúntes mirar a través del edificio.
Los 600 000 ft² (60 000 m²) de espacio del centro comercial se distribuyen en 15 plantas, con 60 000 ft² (6000 m²) de espacio por planta desde el segundo sótano hasta la cuarta planta; y 40 000 ft² (4000 m²) de espacio por planta a partir de la planta quinta. Hay una food court en la planta cuarta, un cine dirigido por UA Cinemas con seis pantallas y 1122 asientos en la planta 8 y una zona de “cenas cubiertas al aire libre” en la última planta.
El centro comercial abrió en noviembre de 2004.

### Elementos arquitectónicos
Happy Man – Escultura de 2700 kilogramos encargada al diseñador americano Larry Bell, situada en la entrada principal de la galería.
Xpresscalators – Las escaleras mecánicas más largas dentro de un centro comercial de Hong Kong. Un par de ellas se sitúan en la planta cuarta, llegando hasta la planta 8, donde otro par llega hasta la planta 12. Juntas, permiten a los clientes recorrer 250 pies (76 m) hasta la parte superior del centro comercial rápida y convenientemente, reduciendo el "rumbo horizontal" de los clientes.
The Spiral – Una sección del centro comercial de la planta 9 hasta la 12 del edificio, que discurre en espiral alrededor del par superior de Xpresscalators.
Digital Sky – Una característica arquitectónica en la planta 13 donde se proyectan imágenes computerizadas en el techo del centro comercial. La iluminación fue diseñada y programada originalmente por Jason Saunders de Photonic-Motion de Melbourne, Australia, en secuencia con el vídeo en un ordenador Wholehog 2.

## Hotel
El Langham Place Hotel se sitúa en el 555 de Shanghai Street. Administrado por Langham Hotels International, es el único hotel de 5 estrellas situado en Mong Kok y tiene una piscina en su azotea. Sus 42 plantas contienen 280 habitaciones "deluxe", 284 "ejecutivas" y 101 "Langham Hotel Club".

## Galería de imágenes

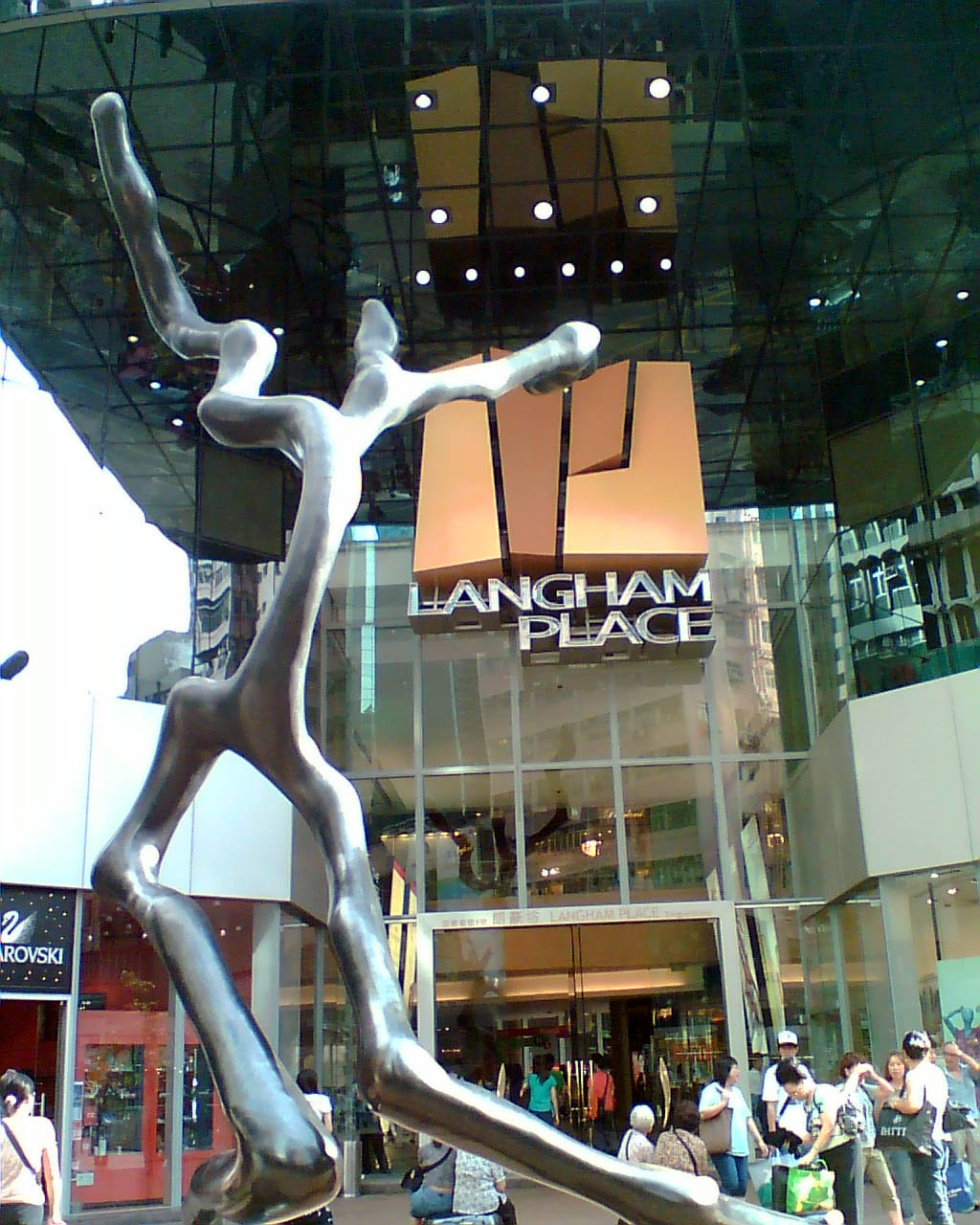
Happy Man
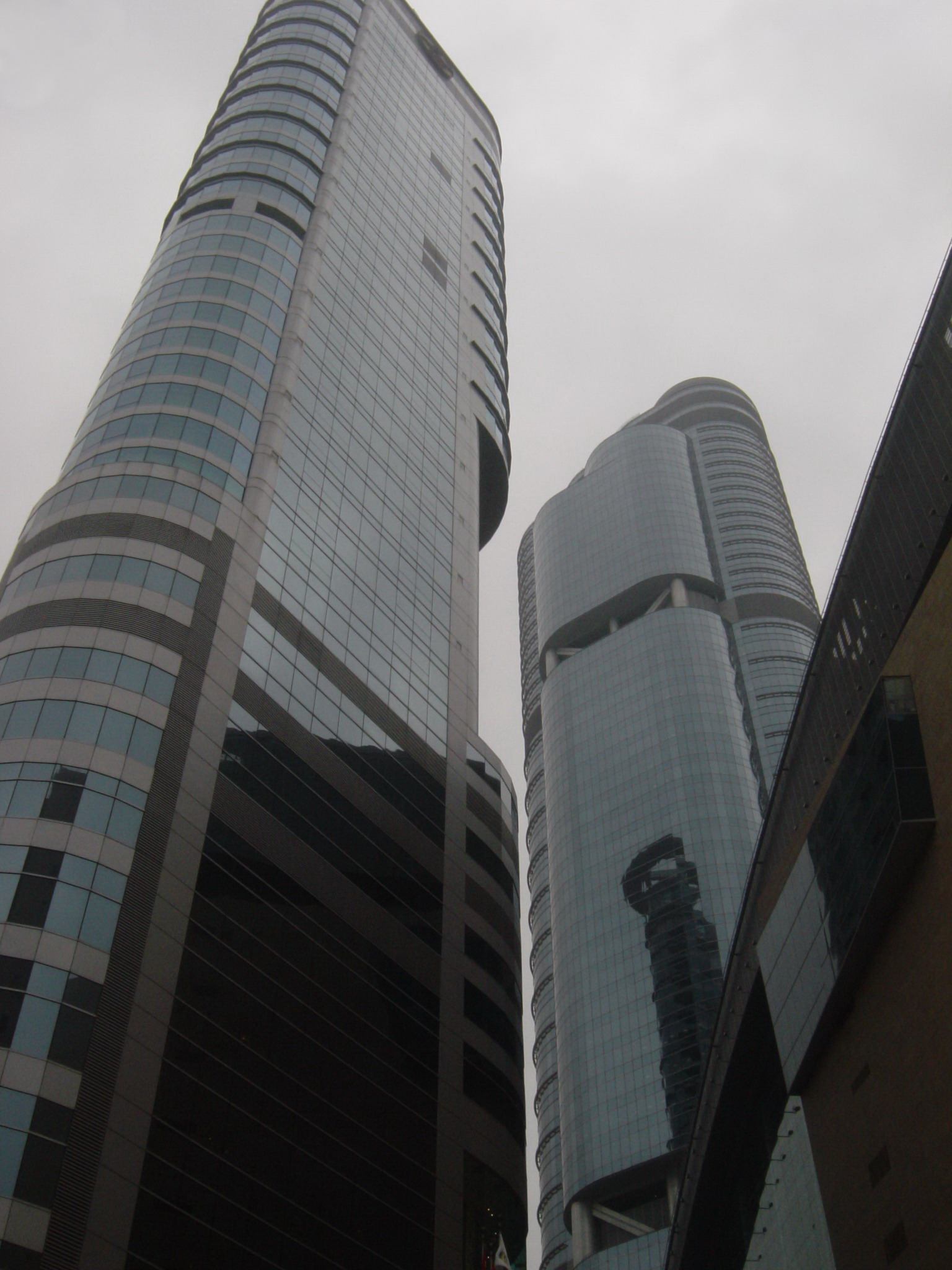
Langham Place Hotel y Langham Place Tower de cerca
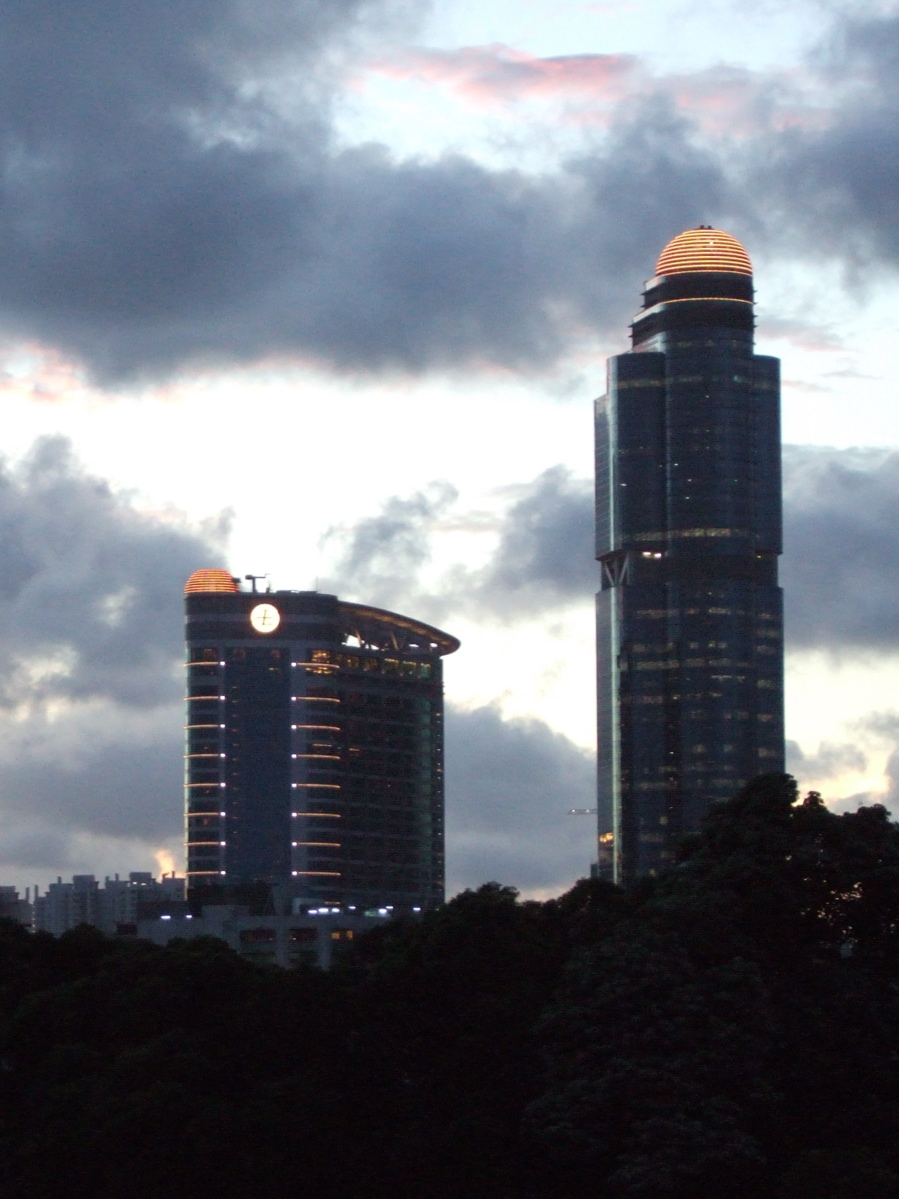
Las torres de Langham Place por la noche, vistas desde King's Park